# Солер, Винцент
Винцент Солер (исп. Vincente Soler, OAR; 4 апреля 1867, Малон, Арагон — 15 августа 1936, Мотриль, Андалусия) — блаженный Римско-католической церкви, священник, монах из католического монашеского ордена августинцев, мученик. Один из восьми мотрильских мучеников.

## Биография
В 1883 году Винцент Солер принял монашеские обеты, после чего был отправлен на миссию на Филиппины, где был рукоположён в сан священника. В 1906 году возвратился в Испанию. С 1926 года исполнял обязанности генерала монашеского ордена августинцев. В Мотриле занимался пастырской деятельностью среди бедных, открыл вечернюю школу для рабочих.
29 июля 1936 года, во время Гражданской войны в Испании, был арестован республиканскими властями и отправлен в заключение. Будучи в тюрьме, исповедовал узников. Был расстрелян 15 августа 1936 года.

## Прославление
7 марта 1999 года был причислен к лику блаженных вместе с другими мотрильскими мучениками римским папой Иоанном Павлом II.
День памяти в Католической церкви — 5 мая.